# Font de la Roqueta
La Font de la Roqueta és una font de l'enclavament dels Masos de Baiarri, de l'antic terme de Claverol, pertanyent a l'actual municipi de Conca de Dalt, al Pallars Jussà.
Està situada a 1.170 m d'altitud, a la Roqueta, a l'est-nord-est de la Font de Barrera, prop del Forat de l'Embut. És a l'esquerra del barranc de l'Infern.